# Ёсин-рю
Ёсин-рю (яп. 楊心流, «школа сердца ивы») — древняя школа дзюдзюцу, классическое японское боевое искусство, основанное в 1632 году Акиямой Сиробэем Ёситоки (яп. 秋山 四郎兵衛 義時). Линия Акияма Ёсин-рю является одной из самых влиятельных школ дзюдзюцу, существовавших в Японии.

## История
Школа Ёсин-рю Дзюдзюцу была основана в 1632 году (в начале периода Эдо) врачом из Нагасаки Акиямой Сиробэем Ёситоки. Существует предание, согласно которому Акияма был недоволен изученными им в Китае техниками борьбы (по другой версии он обучался искусству у китайцев, проживающих в Нагасаки, так как на то время сёгунат уже запретил любые отношения с другими государствами), которым он обучал в своей школе. Монотонность тренировочного процесса, связанная с весьма бедным арсеналом приёмов, привела к тому, что совсем скоро практически все ученики отказались от обучения. Тогда Акияма закрыл свою школу и ушёл в святыню Дадзайфу Тэнмангу (яп. 太宰府天満宮), где медитировал около ста дней. Однажды он заметил, что ветки больших деревьев под тяжестью снега сломались, а ветви ивы, поддавшись силе, поднялись и уцелели. Наблюдая эту картину, Акияма прозрел и сказал следующее: "Сначала поддаться, а потом победить". Это природное явление — использование силы противника против него самого — в дальнейшем легло в основу многих японских боевых искусств, которые объединились в конце XV века под общим термином дзюдзюцу.
За время медитации Акияма разработал более трёхсот техник дзюдзюцу, основанных на принципе дзю (яп. 柔), что в переводе означает «гибкость» или «мягкость». В основу школы Ёсин-рю легли удушающие и болевые приёмы, в том числе и с использованием одежды противника. Они были разработаны в мельчайших деталях, многие из них позднее практически без изменений вошли в арсенал приёмов дзюдо.
Вторым патриархом Ёсин-рю стал Оэ Сэнбэй (яп. 大江 千兵衛). Он значительно улучшил тренировочную программу [школы, развив кюсёдзюцу-атэми — техники поражения жизненно важных точек на теле человека. Предположительно, начальные знания об уязвимых точках и способах их поражения основатели Ёсин-рю взяли у китайцев, но, как считают японские историки, потом провели самое тщательное исследование предмета и намного ушли вперед. Они максимально тщательно изучили и письменно описали расположение уязвимых точек, классифицировали их, дали японские наименования и описали эффект воздействия на них. Все эти исследования были обобщены и вышли в виде книги под названием «Наставление относительно «Объяснения строения тела»». Эти знания стали главной тайной школы Ёсин-рю. Как считают некоторые исследователи, теория искусства поражения уязвимых точек, разработанная мастерами Ёсин-рю — это настоящая вершина разработки данной темы в дзюдзюцу. 
На сегодняшний день традициям школы обучает Кояма Такако (яп. 小山 貴子), 13-й сокэ Ёсин-рю.

## Последователи
Знания школы Ёсин-рю были переняты многими традициями дзюдзюцу, среди которых стоит выделить:
- Данзан-рю,
- Син Ёсин-рю
- Син Син-рю
- Саккацу Ёсин-рю;
- Син-но Синдо-рю, [10];
- Тэндзин Синъё-рю, основана Исо Матаэмоном на основе знаний школы Син-но Синдо-рю[10];
- Синдо Ёсин-рю;
- Такамура-ха Синдо Ёсин-рю;
- Вадо-рю (современная система каратэ/дзюдзюцу кэмпо, созданная на основе Синдо Ёсин-рю);
- Рюсин Кацу-рю;
- Ито-ха Синъё-рю;
- Курама Ёсин-рю;
- Дзюдо Кодокан, переняло методы из школы Тэндзин Синъё-рю[10].

Напротив, школы Такаги Ёсин-рю и Хонтай Ёсин-рю не имеют никакого отношения к линии Акияма Ёсин-рю. Они происходят от стиля Такэноути-рю.